# Тапан
«Тапан» (арм. «Տապան» — Ковчег) — музей, посвященный армянской культуре, истории и религии. Музей находится в храмовом комплексе Российской и Ново-Нахичеванской Епархии ААЦ в Москве.

## История
Открытие музея было приурочено к 300-летию Российской и Ново-Нахичеванской епархии Армянской Апостольской Церкви. «Тапан» был основан по инициативе и благословению главы епархии Архиепископа Езраса Нерсисяна.
Первые экспонаты были пожертвованы частными представителями армянской диаспоры: Самвелом и Этери Карапетянами, семьёй Дашьян, передавшей рукописное Евангелие XVII века. С. Арутюнян пожертвовал «Книгу историй» архимандрита Аракела Даврижеци 1669 г., Р. М. Кнадян — Евангелие XVIII века, А. Гукасян — древнеармянские миниатюры.

## Экспозиция музея
В экспозиции музея представлены работы Ивана Айвазовского, Геворка Башинджагяна, Мартироса Сарьяна, Григора Ханджяна, Дмитрия Налбандяна, Минаса Аветисяна, французского художника армянского происхождения Жана Жансема, скульптора Николая Никогосяна и других мастеров.
Христианские реликвии: Крест с частицей Креста Господня, Реликварий с мощами св. Григора Просветителя. В исторической части представлены артефакты начиная с дохристианского периода и до наших дней.

### Евангелие в кожаном переплете (1680 г.)
Надпись на первой странице Евангелия свидетельствует, что рукопись была создана во времена существования Католикоса Всех Армян Акоба IV Джугаеци (1655—1680 гг.) по благословению архиепископа Ованнеса. Книга была переписана дпиром Сукиасом в церкви Пресвятой Богородицы (Сурб Аствацацин), которая, согласно записи, находилась в «стране Дзагадзор, в селе, которая называется Горес».

### Крест с частицей Креста Господня
Св. Крест с частицей Креста Господня, был привезен из Первопрестольного Святого Эчмиадзина и преподнесен в дар собору, по случаю освящения и открытия, его Святейшеством Католикосом Всех Армян Гарегином Вторым. Сейчас великую святыню можно увидеть в основной экспозиции музея «Тапан» в отделе Христианских реликвий.

### Серебряная монета Царя Великой Армении Тиграна Великого
Звезда на короне Тиграна Великого, изображенная на одноимённой монете, — не что иное, как комета Галлея, которую наблюдали во время его правления в 87 году до н. э..

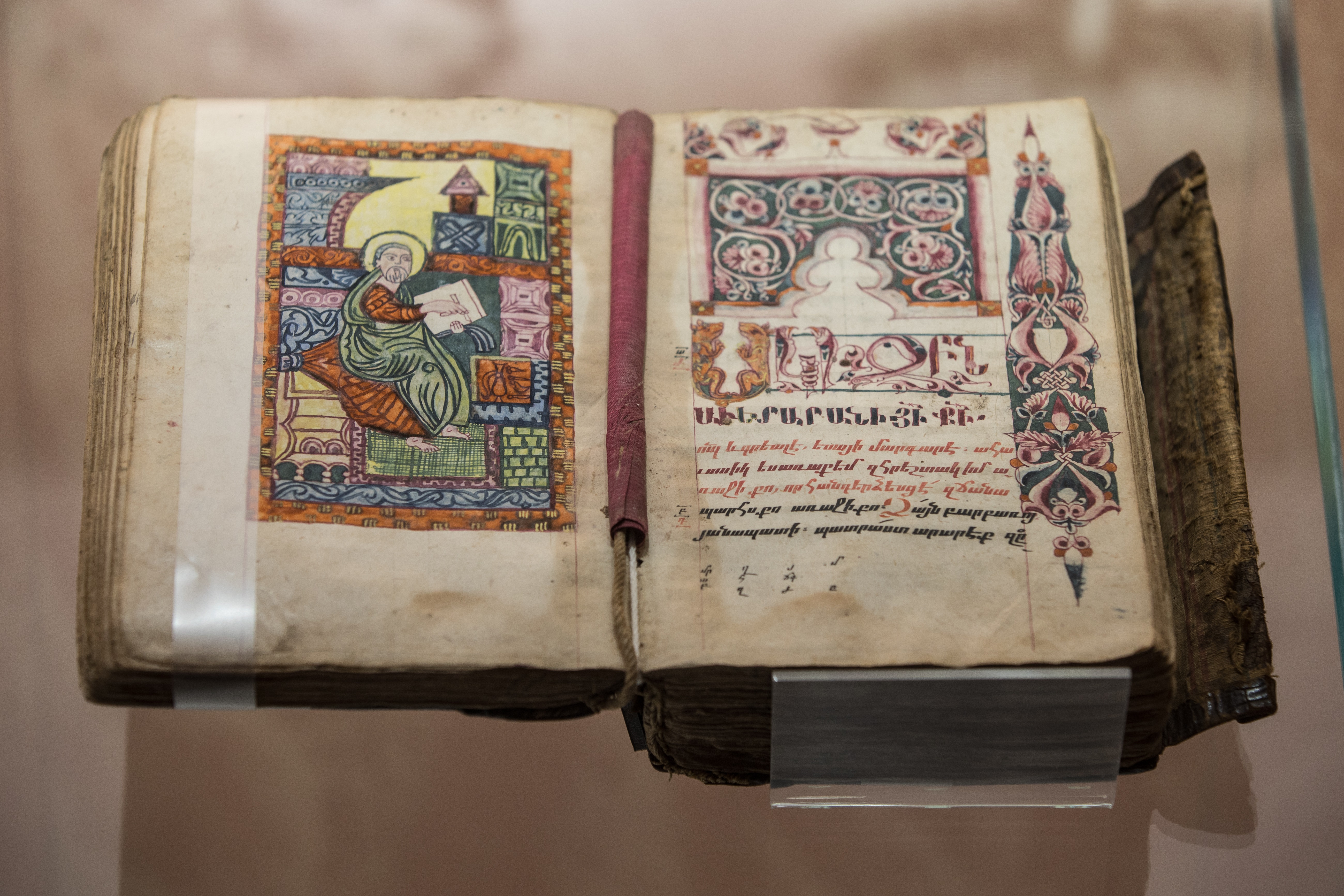
Евангелие в кожаном переплете (1680 г.)
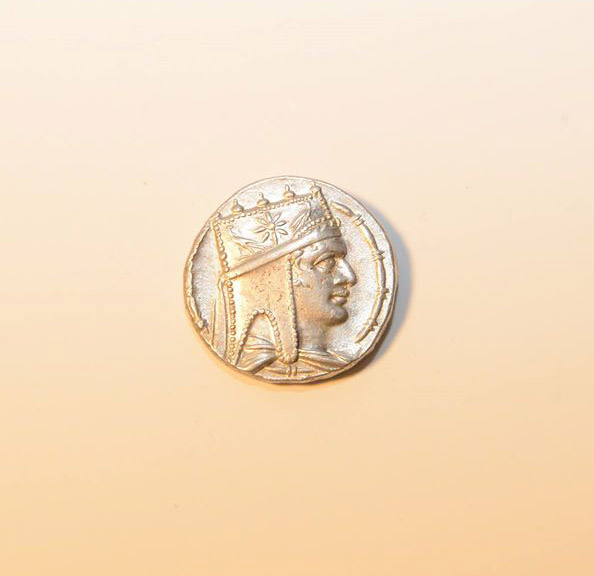
Серебряная монета – Царя Великой Армении Тиграна Великого
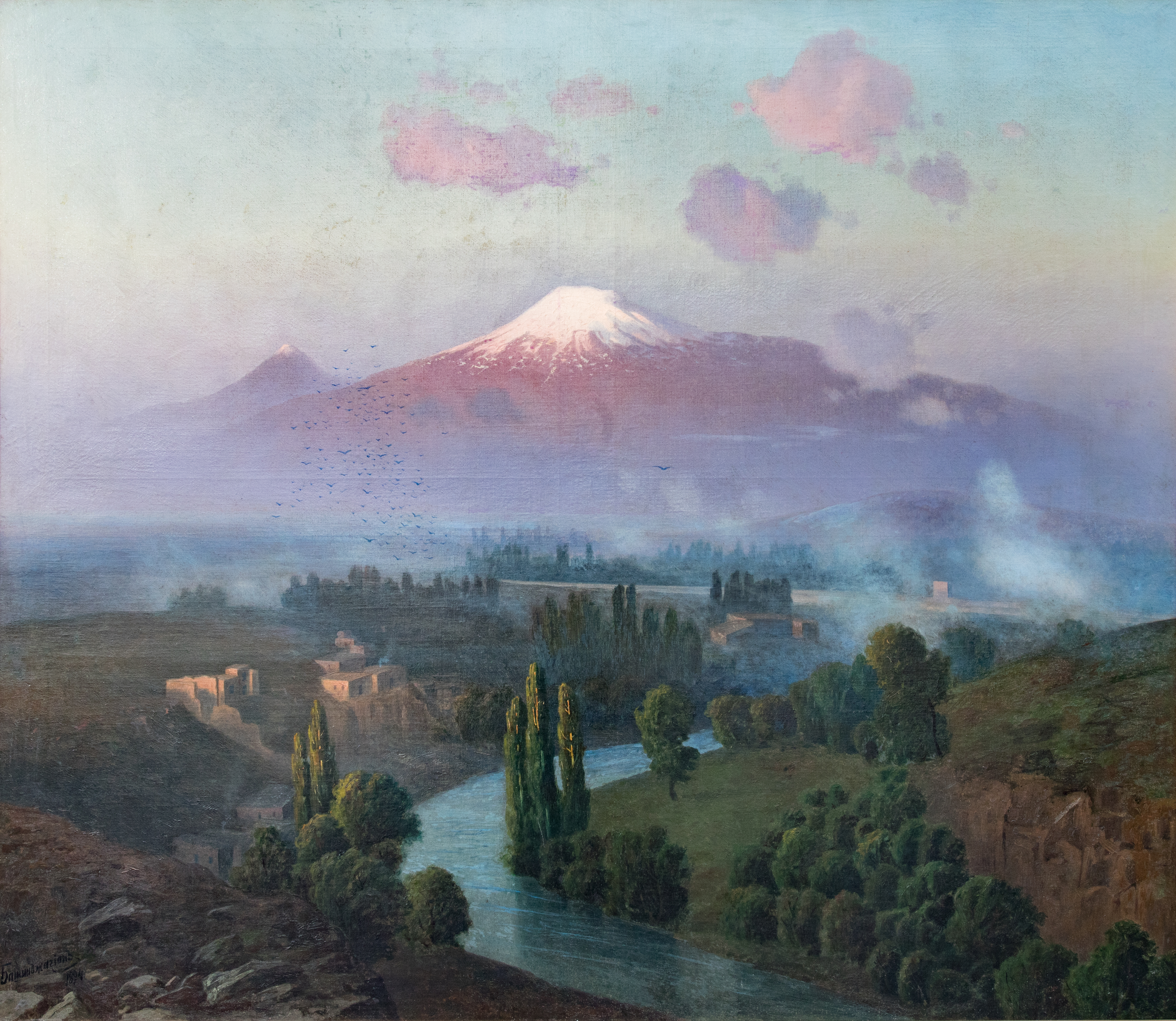
Геворк Башинджагян «Река Аракс на фоне Арарата» (1894), холст, масло
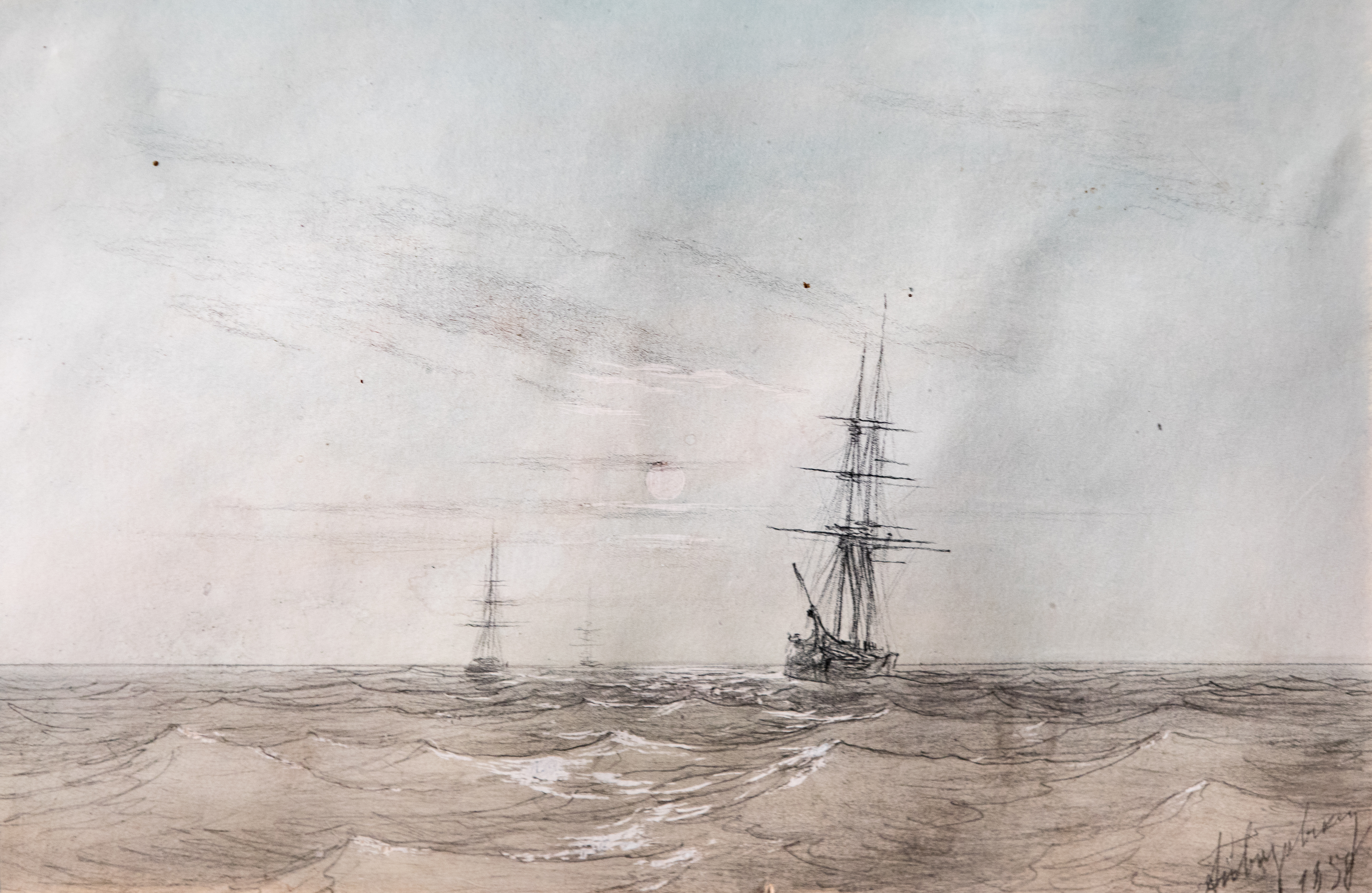
Иван Айвазовский «Морской пейзаж» (1858), бумага, акварель
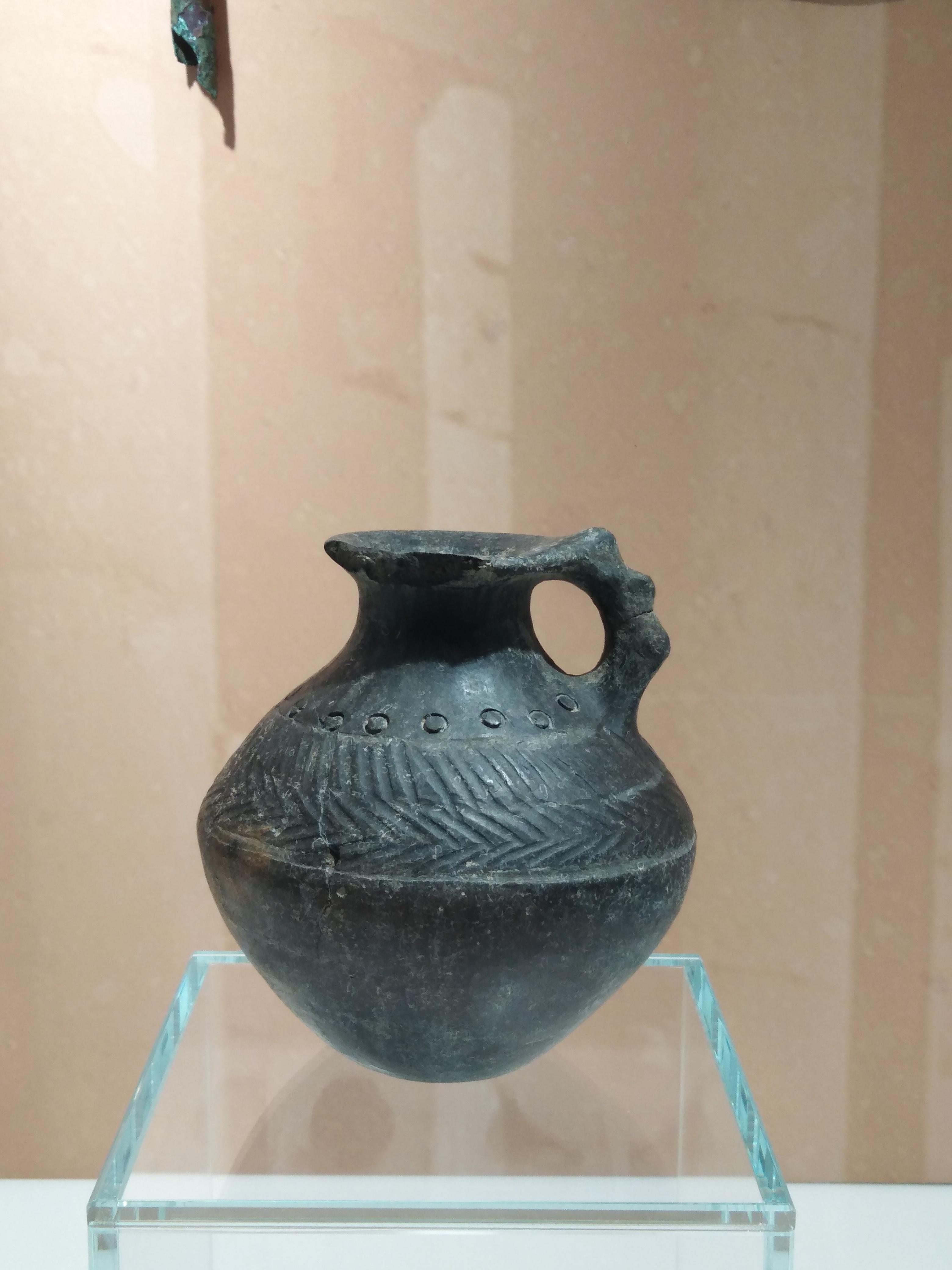
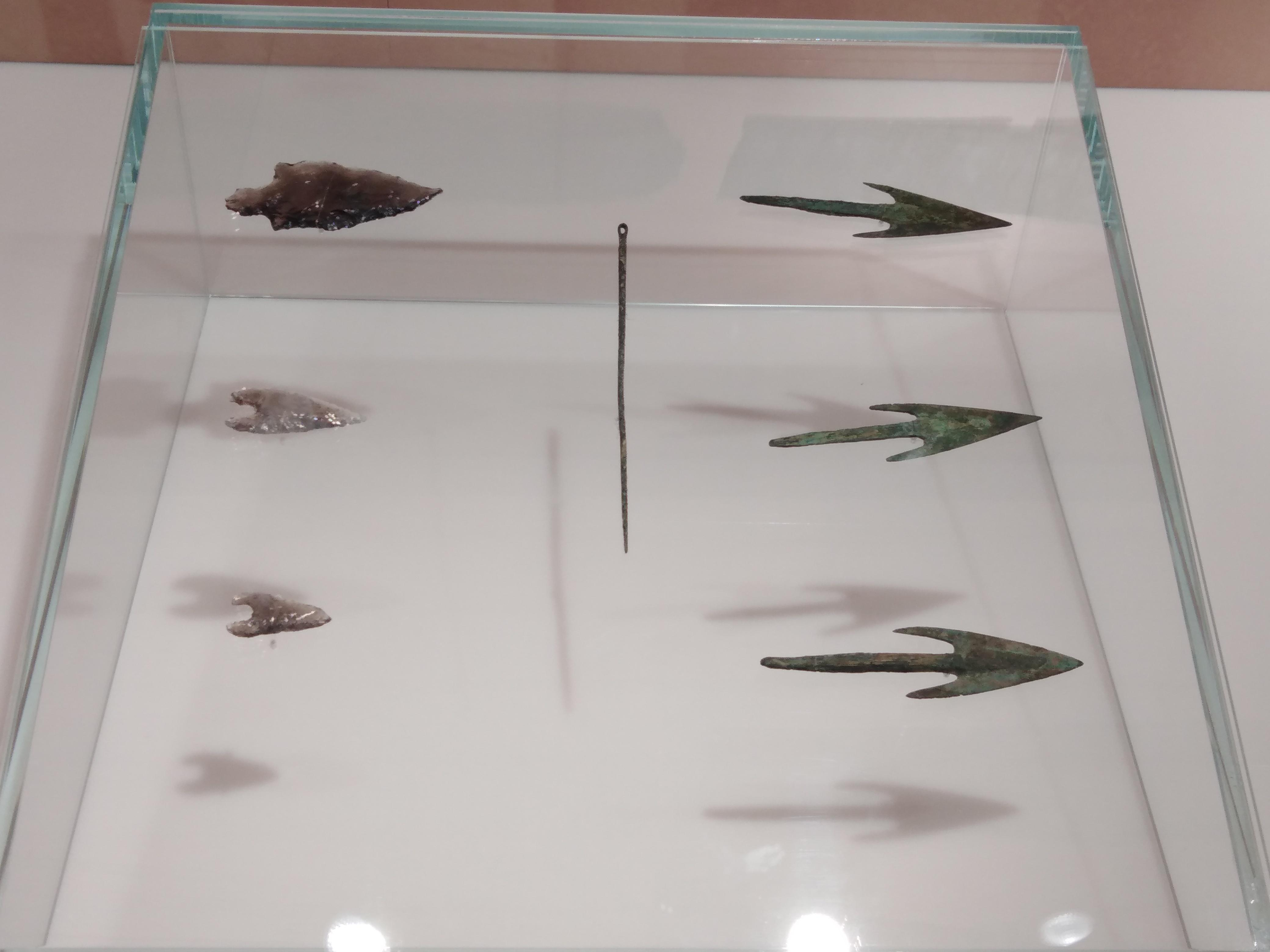
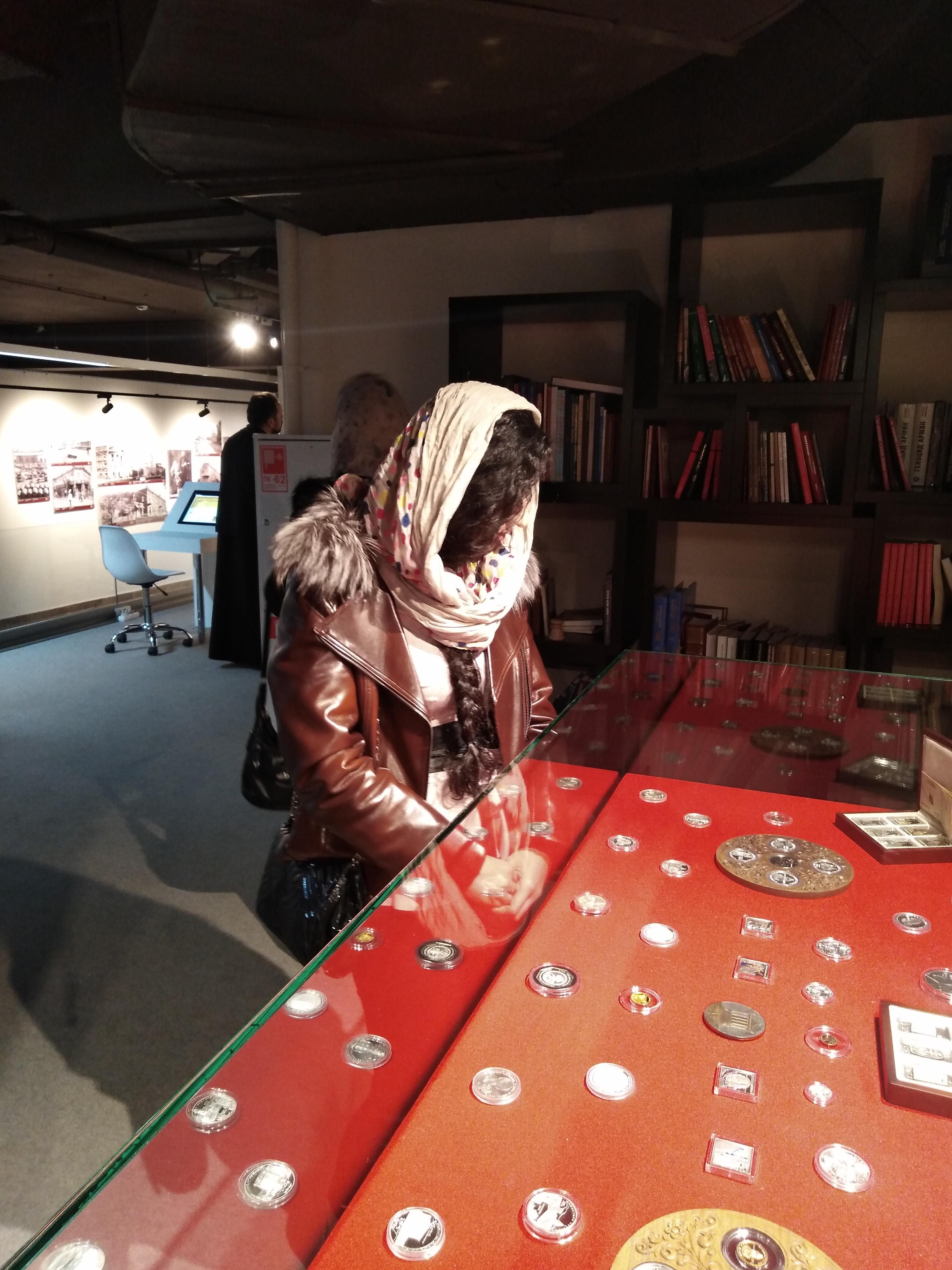
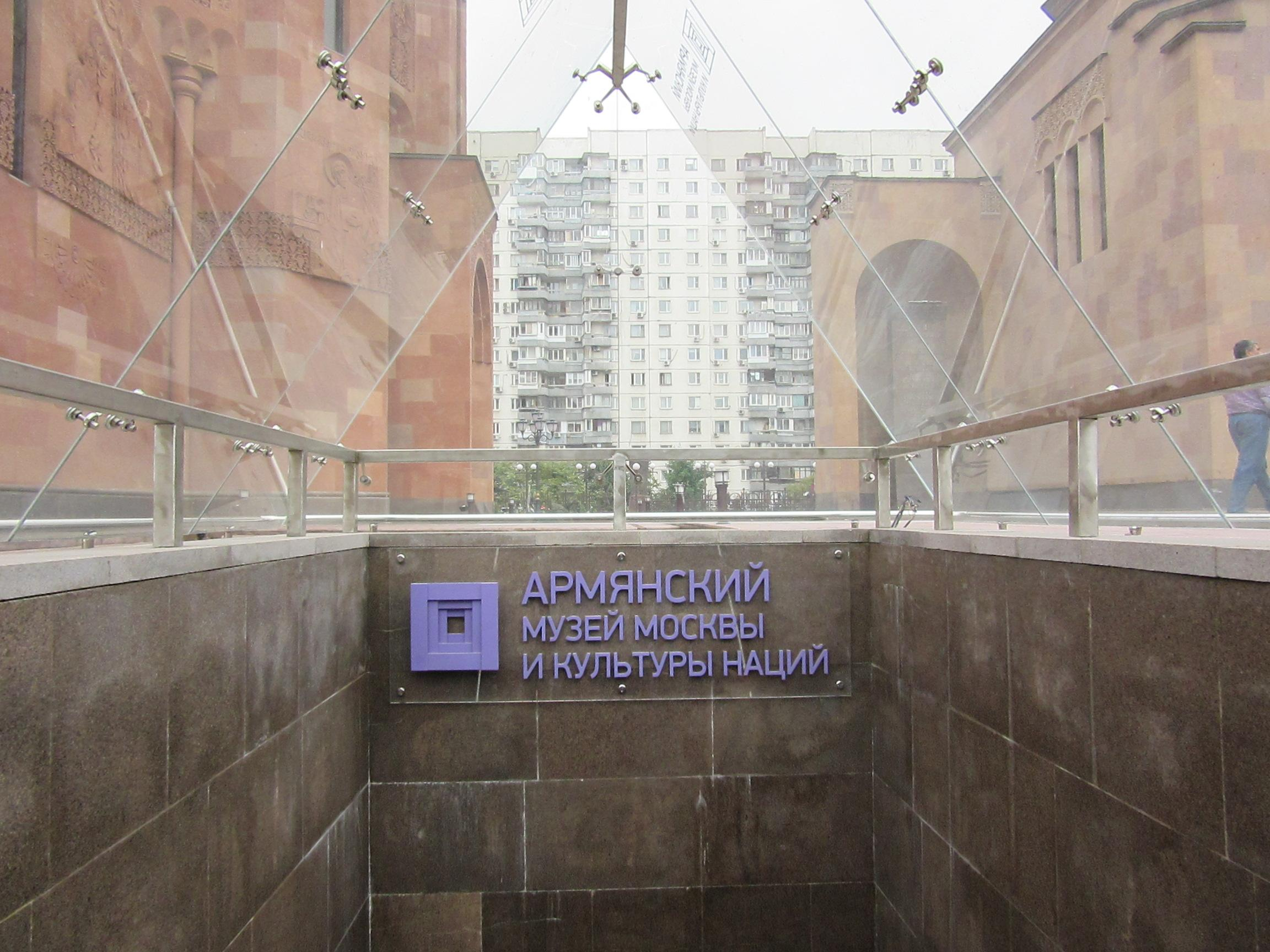
Вход в музей